# Saint John Sea Dogs
Saint John Sea Dogs är ett kanadensiskt proffsjuniorishockeylag som spelar i Ligue de hockey junior majeur du Québec (LHJMQ) sedan 2005, när laget grundades. De spelar sina hemmamatcher i Harbour Station, som har en publikkapacitet på 6 308 åskådare vid ishockeyarrangemang, i Saint John i New Brunswick. Sea Dogs har vunnit fyra Trophée Jean Rougeau, som delas ut till det lag som vinner grundserien, för säsongerna 2009–2010, 2010–2011, 2011–2012 och 2016–2017; tre Coupe du Président, som delas ut till vinnaren av slutspelet, för säsongerna 2010–2011, 2011–2012 och 2016–2017 och en Memorial Cup, CHL:s slutspel mellan säsongens mästare i LHJMQ, OHL och WHL samt ett värdlag, för säsongen 2010–2011.
Laget har fostrat spelare som Nathan Beaulieu, Thomas Chabot, Charlie Coyle, Simon Després, Chris DiDomenico, Kevin Gagné, Stanislav Galijev, Brett Gallant, Éric Gélinas, Alex Grant, Matthew Highmore, Mike Hoffman, Jonathan Huberdeau, Tomáš Jurčo, Robert Mayer, Yann Sauvé och Felix Schütz.